# Farkincás-rokonúak

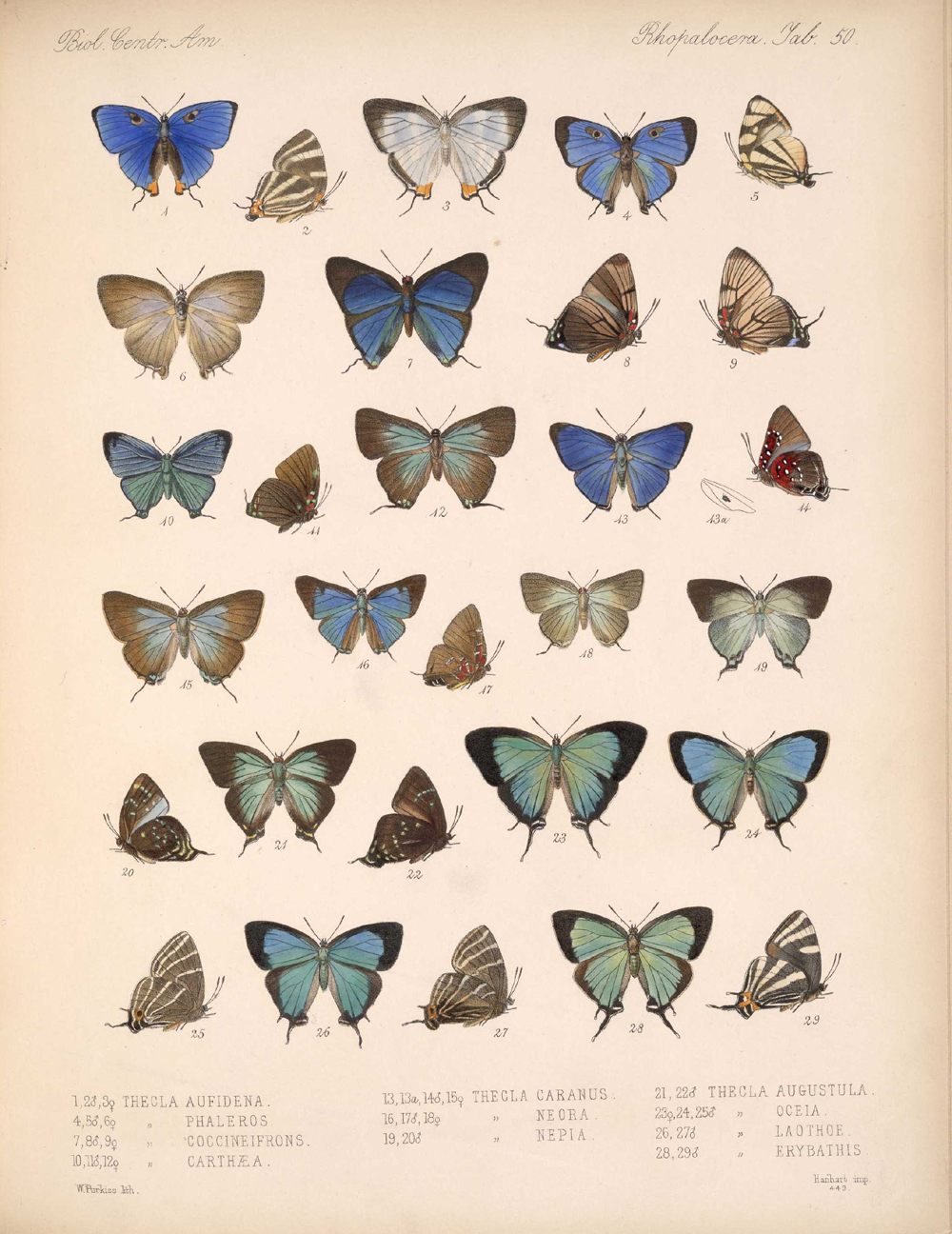
Közép-amerikai fajok

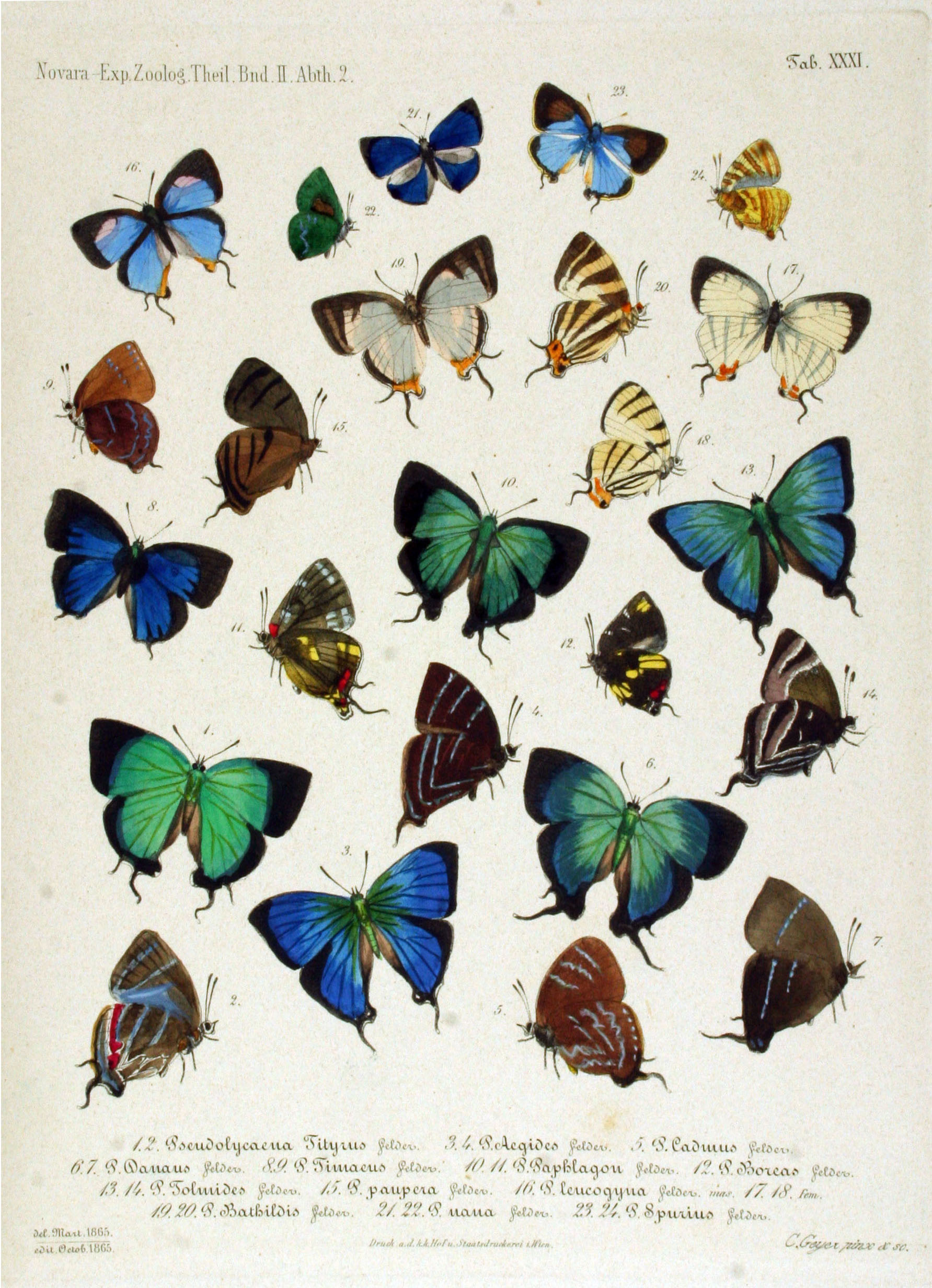

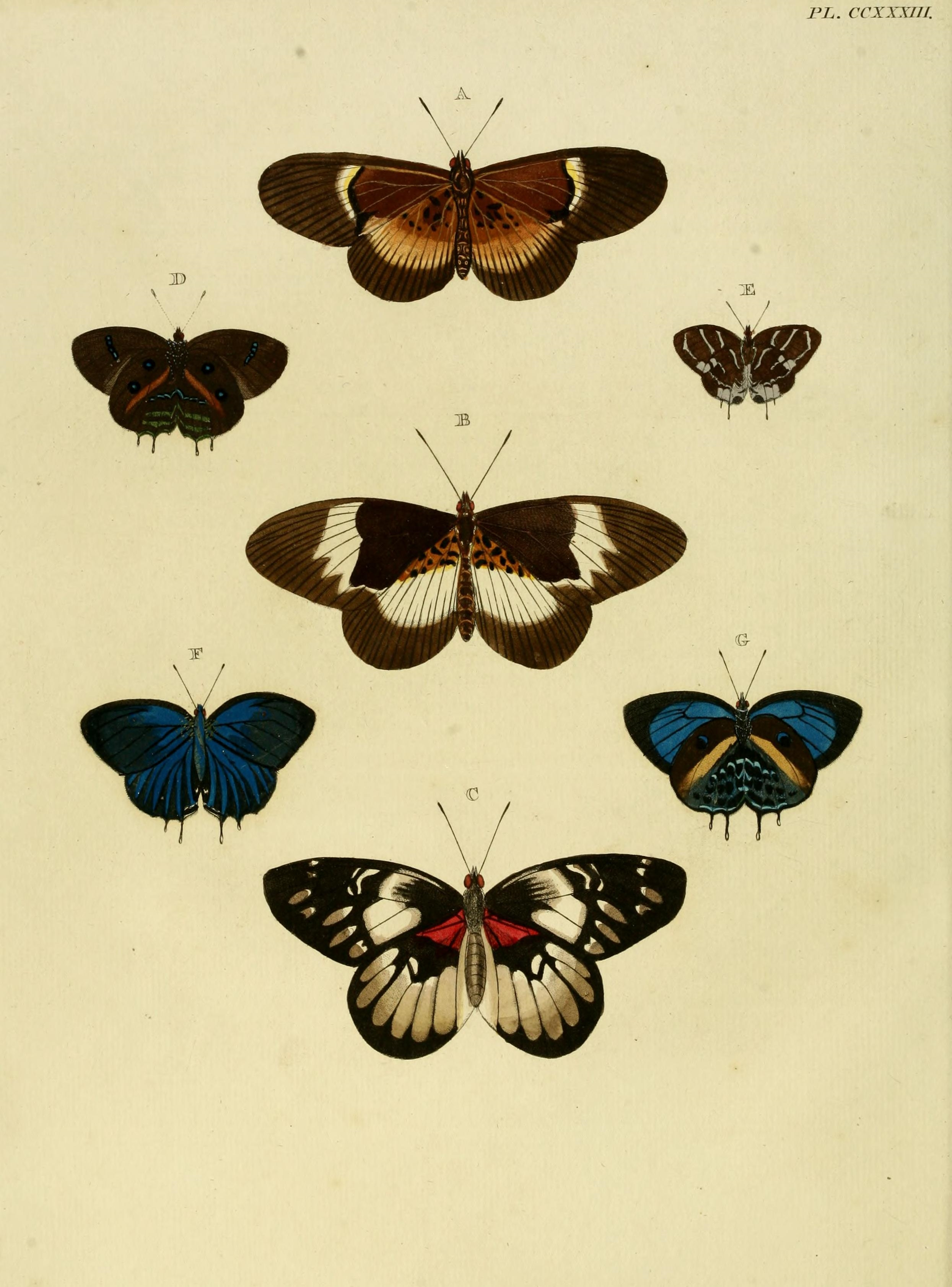

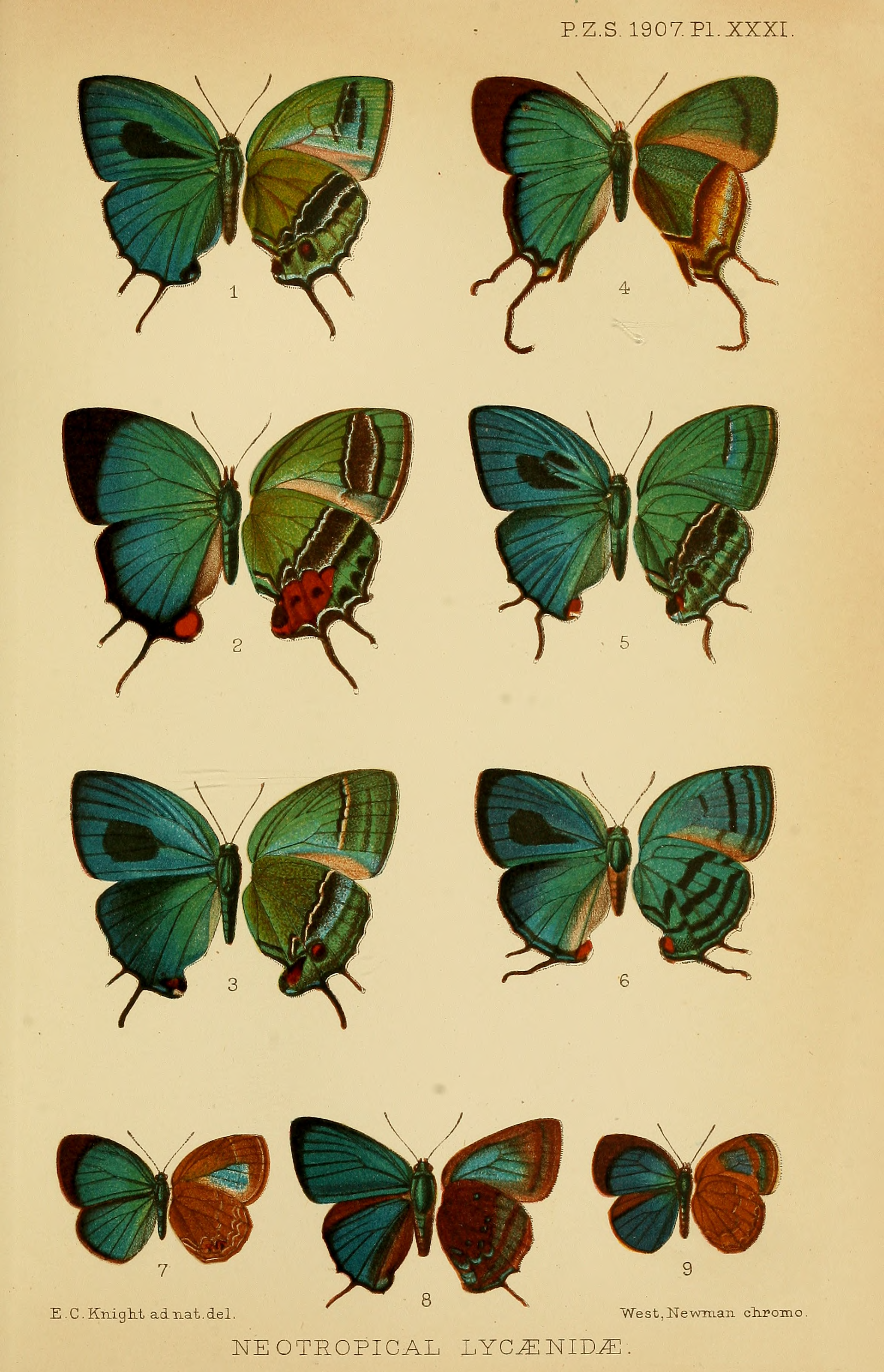

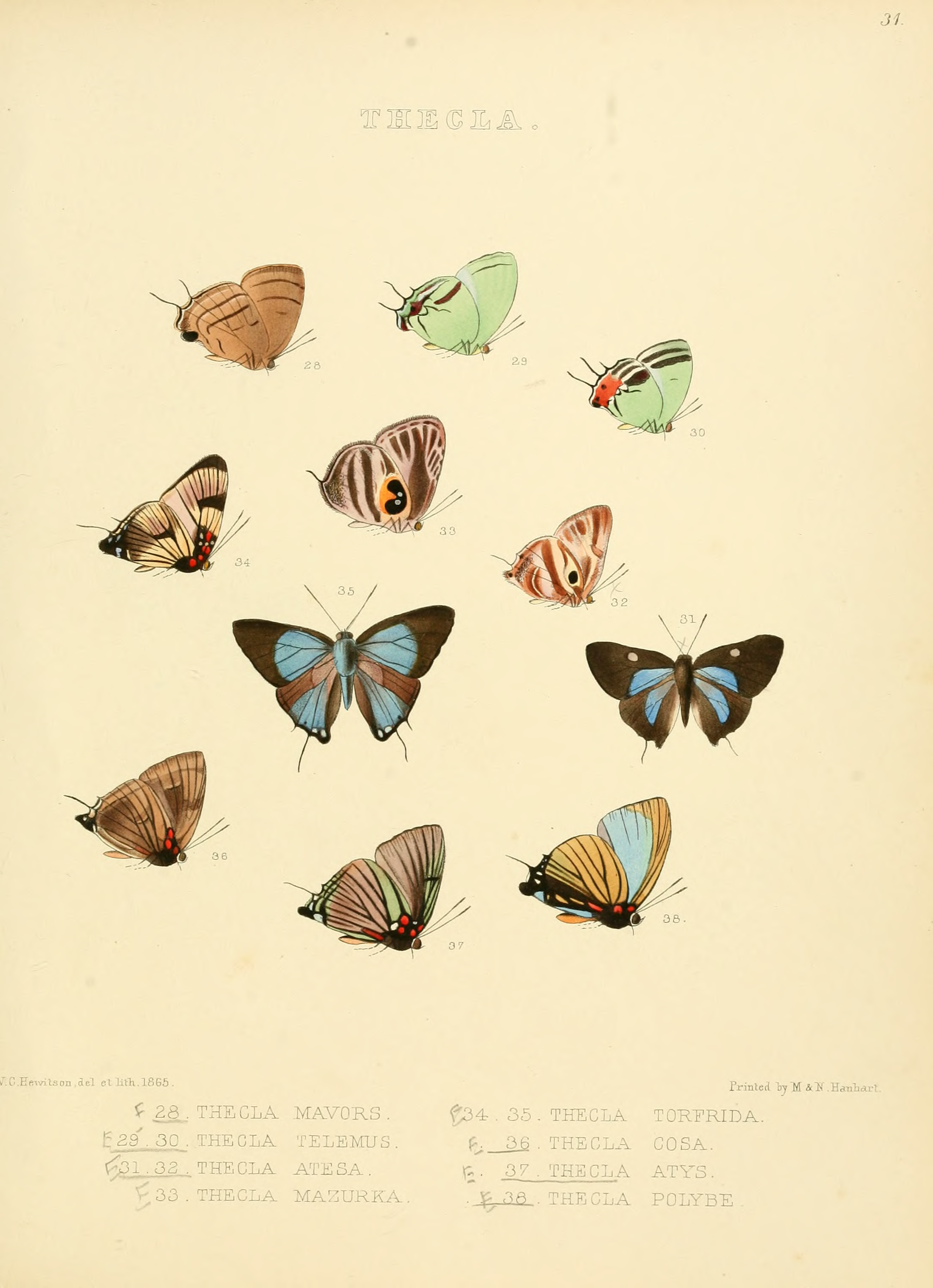

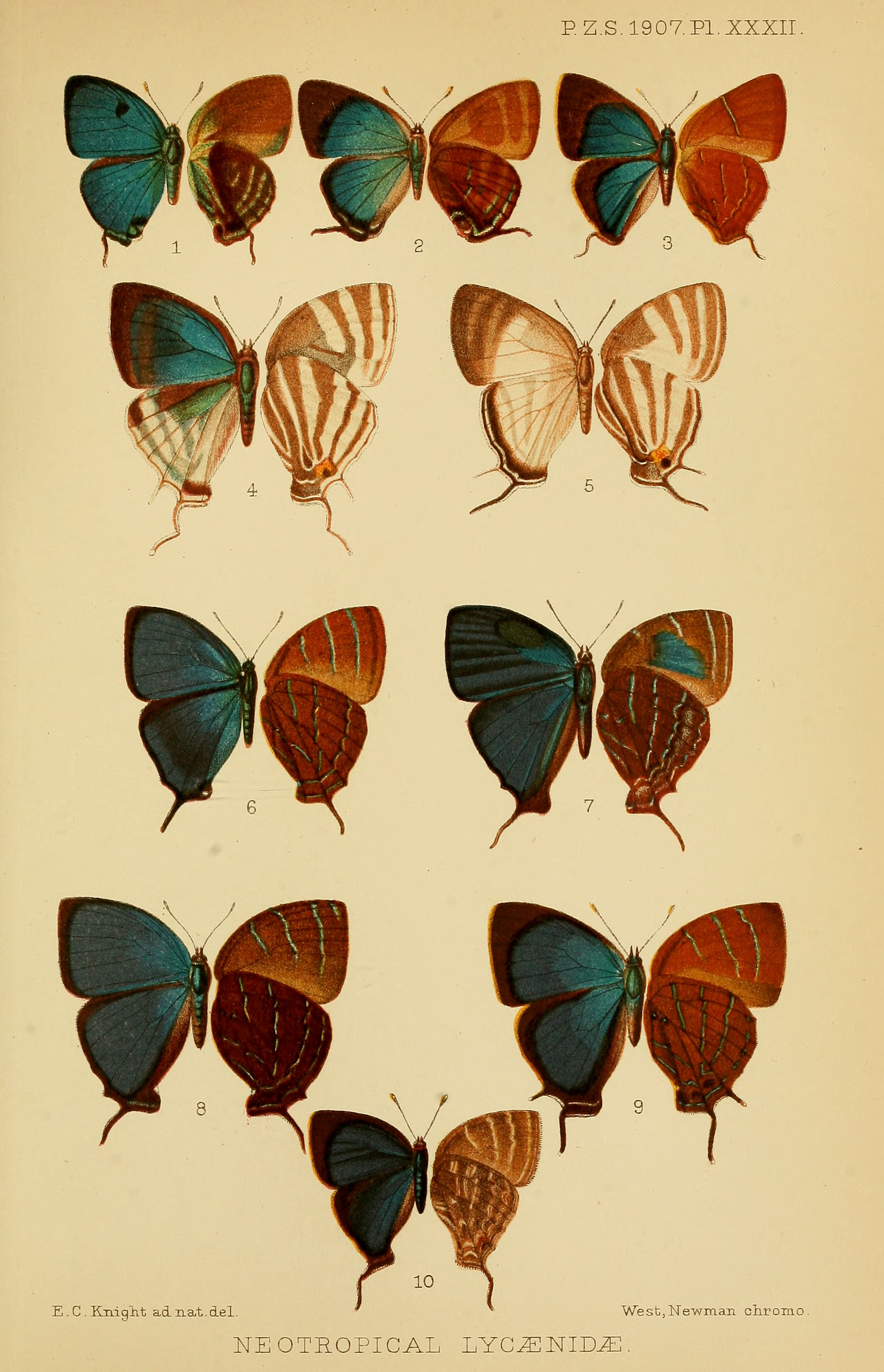

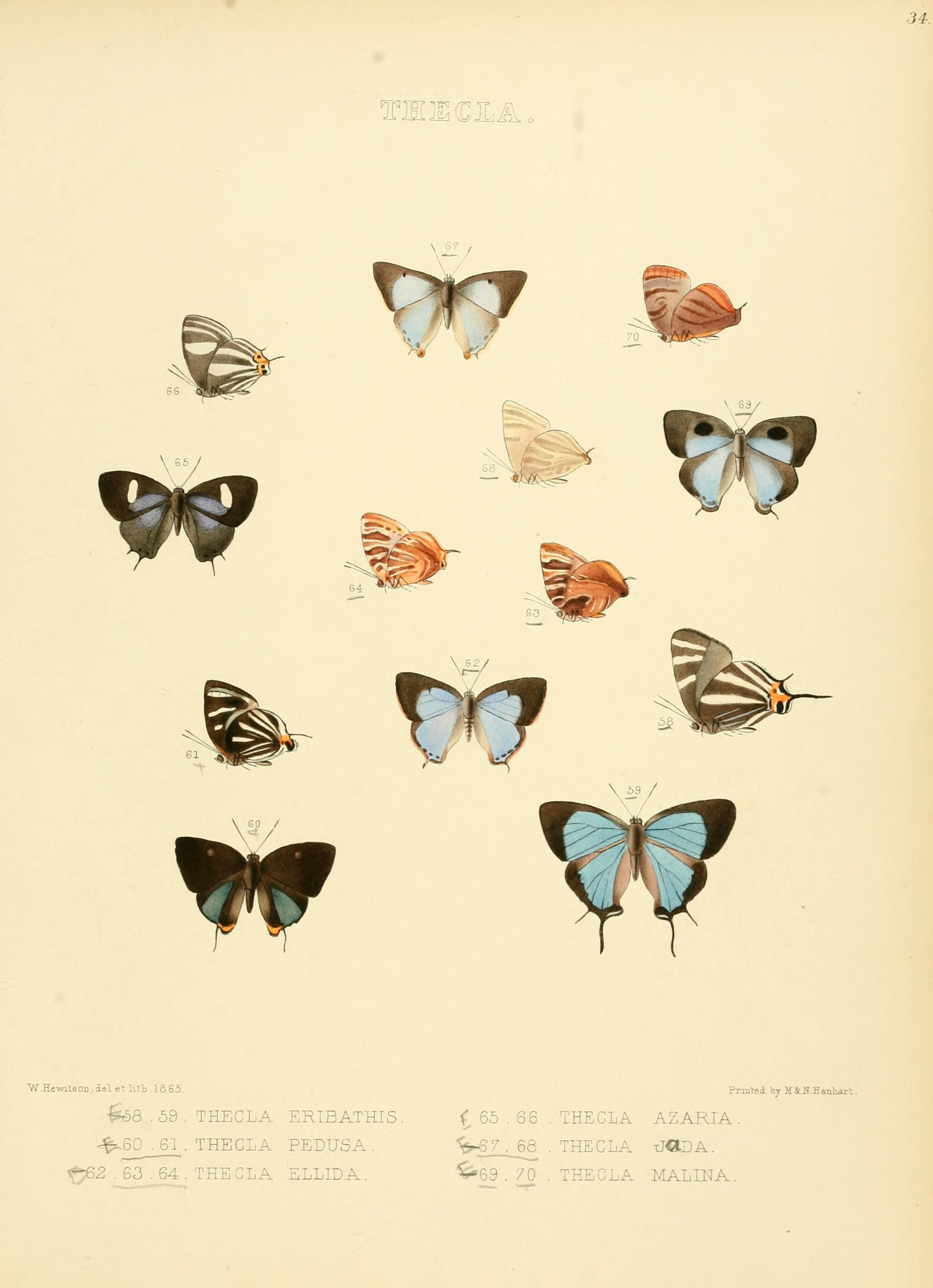

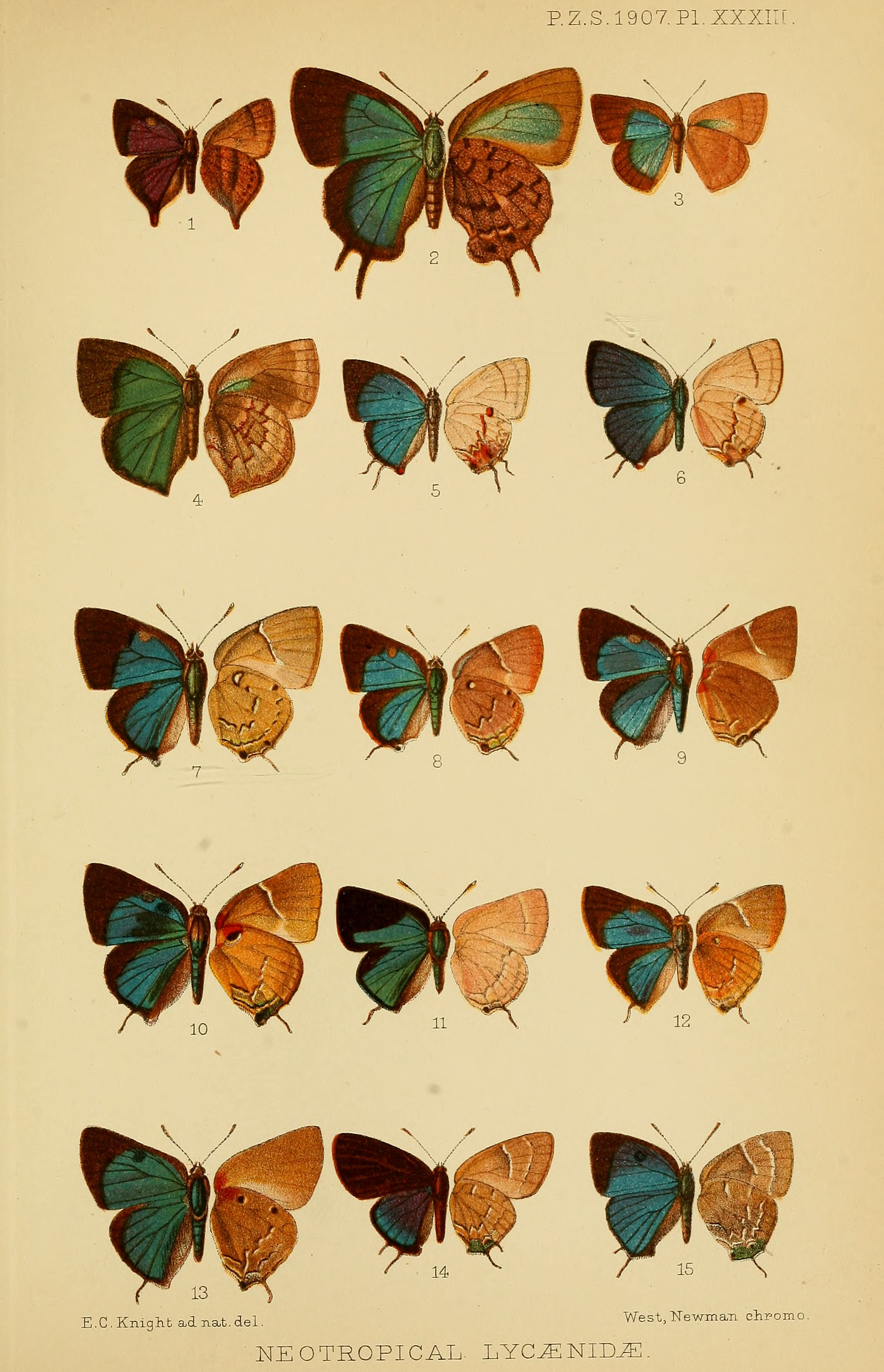

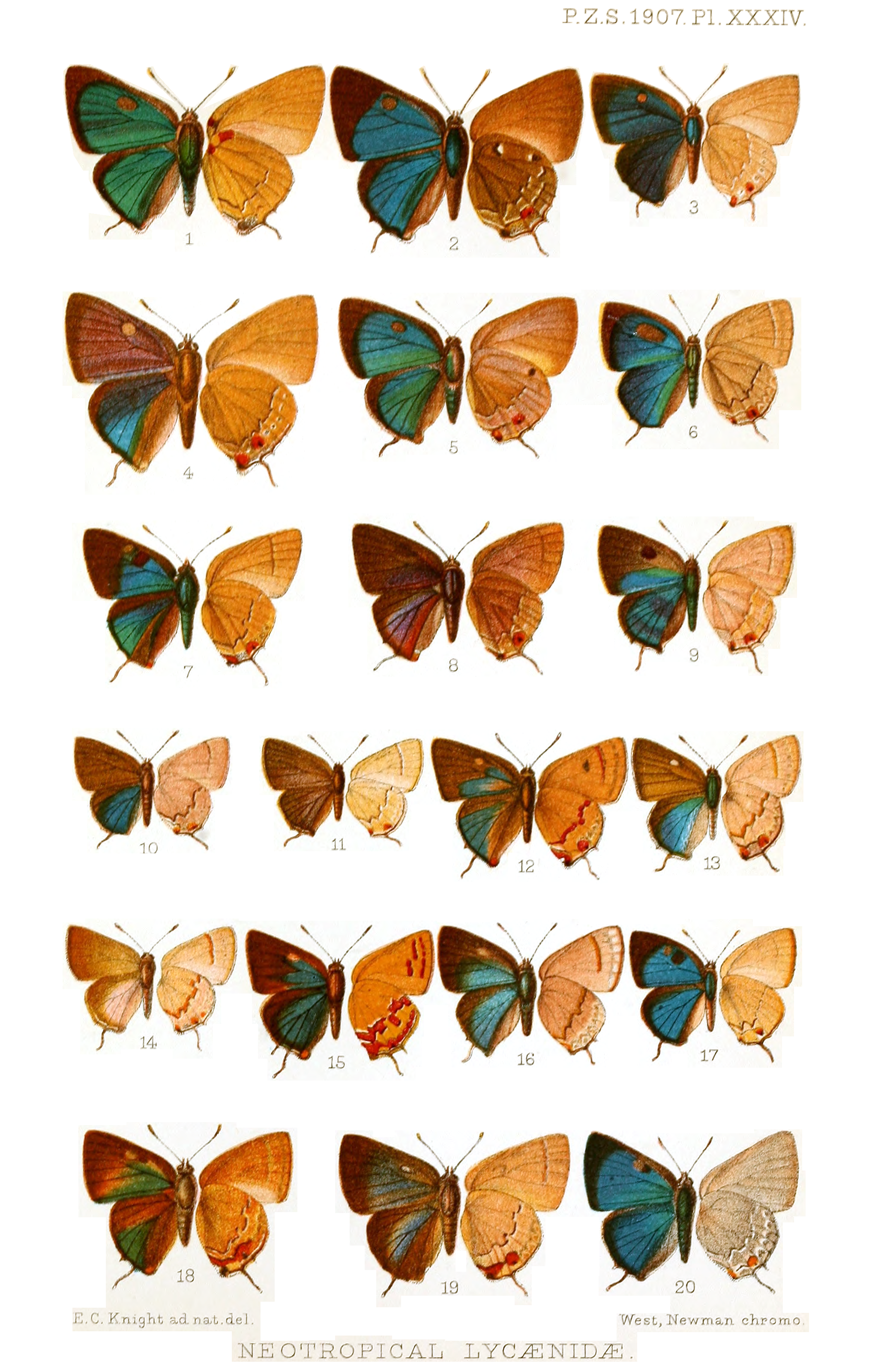

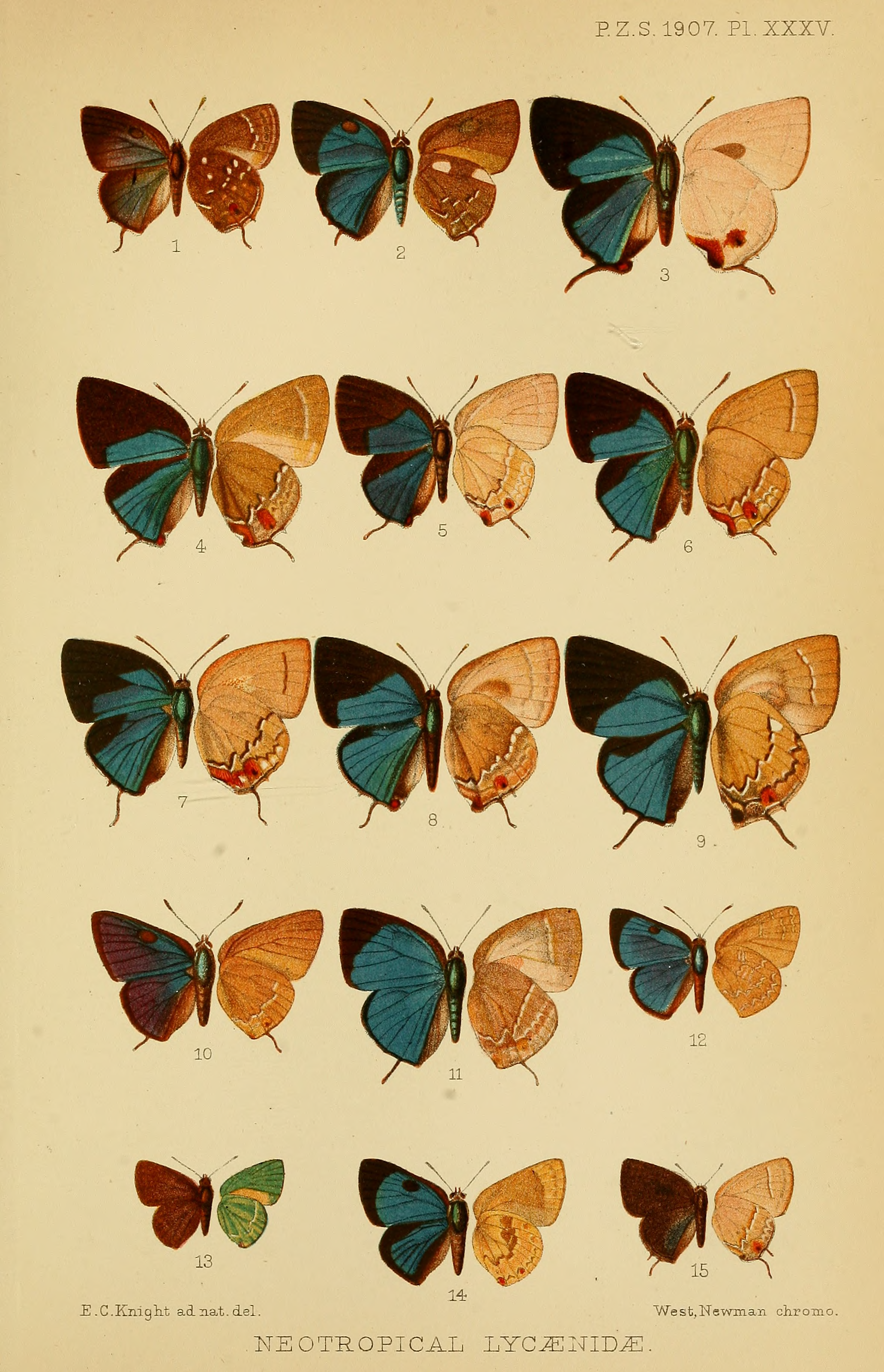

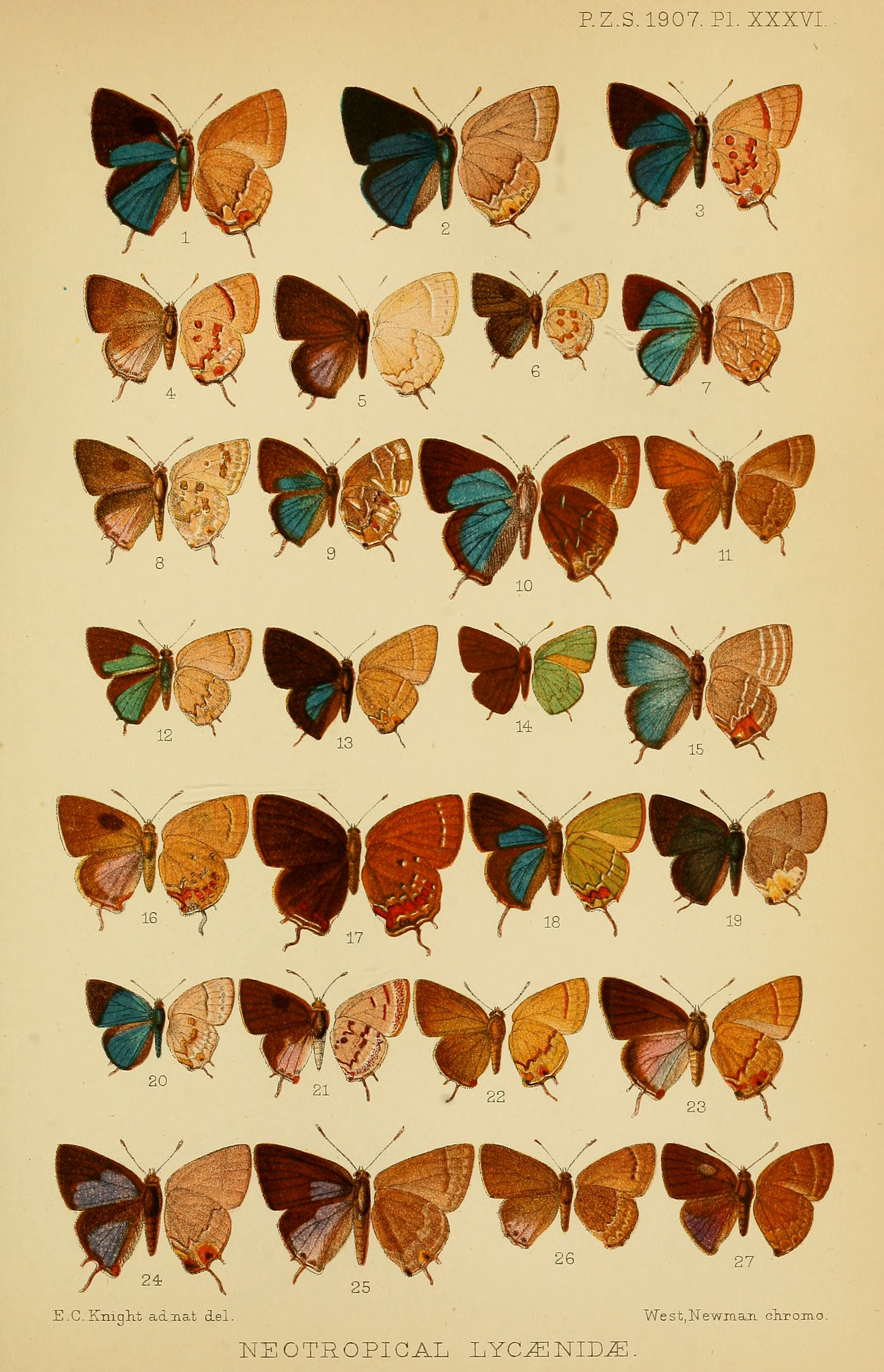

A farkincás-rokonúak avagy farkincásboglárkák (Eumaeini) a valódi lepkék (Glossata) alrendjébe sorolt boglárkalepkefélék (Lycaenidae) családjának egyik nemzetsége egy alnemzetséggel és mintegy 120, alnemzetségbe nem sorolt nemmel.
Egy, az általunk alkalmazottól eltérő, de Magyarországon széles körben elfogadott felosztás szerint a nemzetség nem a tűzlepkék (Lycaeninae), hanem a csücsköslepkék (farkröpérformák, Theclinae) alcsaládjába tartozik.

## Magyarországi fajok
A Magyar Természettudományi Múzeum nyilvántartásában a nemzetségnek hat, hazánkban honos faja szerepel:
- zöldfonákú lepke (zöldfonákú farkincás, zöldfonákú farkincásboglárka, Callophrys rubi L., 1758)
- szilva-farkincásboglárka (szilva farkincás, szilvafalepke, Satyrium pruni L., 1758)
- törpe farkincás-boglárka (törpe farkincás, akáclepke, Satyrium acaciae Fabricius, 1787)
- tölgy-farkincásbogárka (tölgy farkincás, cserfalepke, Satyrium ilicis Esper, 1779)
- kökény-farkincásboglárka (kökény farkincás, kökénylepke, Satyrium spini Denis & Schiff., 1775)
- w-betűs lepke (W–betűs farkincás, Satyrium w–album Knoch, 1782)

## Rendszertani felosztásuk
1. Calycopidina (Duarte & Robbins, 2010) alnemzetség 13 nemmel:
- Arumecla
- Arzecla
- Badecla
- Calycopis
- Camissecla
- Electrostrymon
- Hypostrymon
- Kisutam
- Lamprospilus
- Pseudolycaena
- Rubroserrata
- Siderus
- Ziegleria

2. Alnemzetségbe nem sorolt nemek:
- Ahlbergia
- Airamanna
- Allosmaitia
- Angulopis
- Annamaria
- Antephrys
- Apophrys
- Apuecla
- Arawacus
- Arcas
- Armenia
- Atlides
- Aubergina
- Balintus
- Beatheclus
- Bistonina
- Brangas
- Brevianta
- Busbiina
- Caerofethra
- Callipsyche
- Callophrys
- Celmia
- Chalybs
- Chlorostrymon
- Chopinia
- Cisincisalia
- Cissatsuma
- Contrafacia
- Cryptaenota
- Cyanophrys
- Dabreras
- Dicya
- Endymion
- Enos
- Epula
- Erora
- Eucharia
- Eumaea
- Eumaeus
- Eumenia
- Evenus
- Exorbaetta
- Falerinota
- Gargina
- Gigantorubra
- Harkenclenus
- Hypostrymon
- Ianusanta
- Iaspis
- Ignata
- Incisalia
- Ipidecla
- Ipocia
- Jagiello
- Janthecla
- Johnsonita
- Kolana
- Lamasina
- Lamprospilus
- Laothus
- Lathecla
- Loranthomitoura
- Macusia
- Magnastigma
- Marachina
- Megathecla
- Mesacyonophrys
- Mesocyanophrys
- Micandra
- Michaelus
- Ministrymon
- Mithras
- Mitoura
- Neolycaena
- Nesiostrymon
- Nicolaea
- Novosatsuma
- Ocaria
- Oenomaus
- Olynthus
- Ostrinotes
- Paiwarria
- Panthiades
- Paracyanophrys
- Paraspiculatus
- Parrhasius
- Penaincisalia
- Phaeostrymon
- Phothecla
- Plesiocyanophrys
- Podanotum
- Poetukulunma
- Porthecla
- Pseudolycaena
- Radissima
- Rekoa
- Rhamma
- Riojana
- Salazaria
- Sandia
- Satyrium
- Semonina
- Siderus
- Strephonota
- Strymon
- Symbiopsis
- Temecla
- Terenthina
- Thaeides
- Theclopsis
- Theorema
- Thepytus
- Thereus
- Theritas
- Thestius
- Timaeta
- Tmolus
- Trichonis
- Trochusinus